# Alain Michel (football)
Pour les articles homonymes, voir Alain Michel et Michel.
Alain Michel est un footballeur puis entraîneur français, né le 30 août 1948 à Beaugency (Loiret). Professeur d'histoire-géographie, il est gardien de but à l'US Beaugency puis à l'AAJ Blois dans les années 1970.
Devenu entraîneur, il dirige notamment les clubs français de Bourges, Louhans-Cuiseaux et Grenoble Foot 38 puis les clubs émiratis d'Al-Ahli Dubaï et de Baniyas SC. Il rejoint ensuite le championnat d'Algérie qu'il remporte en 2011 avec le MC Alger.

## Biographie
Professeur agrégé d'histoire-géographie, Alain Michel est également gardien de but amateur à l'US Beaugency, Orléans et Blois. Devenu entraîneur, il exerce à Mer, à Beaugency, Bourges, Louhans-Cuiseaux (où il rencontre Christian Larièpe), qu'il hisse à la 11e place de D2 en 1995-1996.
Nommé entraîneur du Grenoble Foot 38 en 1997 à sa création sous l'impulsion de Michel Destot et de son équipe, le GF38 fait le pari de retrouver le monde du football professionnel en seulement cinq ans. Alors que tout est à reconstruire, le duo qu'il compose avec Max Marty, le directeur général, remplit les objectifs et fait remonter le GF38 en seconde division en seulement quatre ans, en remportant un titre de champion de France de National en 2001.
À l'été 2001, il est approché par l'AS Saint-Étienne, qui cherche un remplaçant à Jean-Guy Wallemme et qui vient de recruter Larièpe dans le staff. Il ne reste cependant que quelques semaines (pour onze matchs) et laisse sa place le 9 octobre à Frédéric Antonetti. Quelques semaines plus tard il retourne à Grenoble, à la suite du licenciement de Marc Westerloppe, et y reste jusqu'en 2004, assurant chaque année le maintien du club en D2. En 2004, il est recruté comme directeur sportif par le FC Rouen. À la fin de la première saison, il devient entraîneur à la suite du limogeage d'Éric Dewilder, et le reste la saison suivante, après la relégation du club en CFA. 
En 2006, il quitte la Haute-Normandie et part en championnat des Émirats arabes unis, d'abord à Al-Ahli Dubaï puis au Baniyas SC, dont il est limogé en mars 2008. Le 21 septembre 2008, il est nommé entraîneur du Mouloudia Club d'Alger, le doyen des clubs algériens de football, où son travail à la tête d'une équipe de jeunes joueurs permet à son équipe de prendre la tête du championnat d'Algérie de football en 2009-2010. Cependant, opposé à ses dirigeants pour des raisons financières, il quitte le club fin 2009 et signe au Qatar, à Al Shamal.
Alors que certains le voient devenir sélectionneur de l'équipe nationale algérienne après la Coupe du monde 2010[réf. nécessaire], il fait son retour dans ses fonctions d'entraîneur du Mouloudia pour la saison 2010-2011, aux dépens de François Bracci. En mars 2011, il est limogé ainsi que son staff après la défaite en championnat face à l'USM Blida.
Annoncé comme manager général du Red Star à l'été 2011, il signe finalement au MC Oran où il ne reste cependant que quelques jours, arguant d'un manque de moyens. Le 4 janvier 2012, il devient l'entraîneur de la JSM Bejaia en Algérie. Il termine avec le club deuxième du championnat et se qualifie ainsi pour la Ligue des champions. Il est alors prolongé d'une saison par le président du club. Après une série de quatre matchs sans victoire et une élimination en Coupe d'Algérie, il est démis de ses fonctions le 21 janvier 2013, le club étant alors sixième du championnat après dix-sept journées.
Fin octobre 2014, Alain Michel fait son retour dans le paysage footballistique algérien. En proie à de grandes difficultés sportives et à une crise interne entre Victor Zvunka et ses adjoints, le CR Belouizdad se retrouve sans entraîneur à la suite de la démission de Victor Zvunka. Alain Michel est alors nommé le 29 octobre à la tête de l'équipe première du CRB avec pour mission de sauver le club et comme objectif le milieu de tableau.

## Palmarès
- FC Bourges
  - Montées en 2e Division en 1986 et en 1990

- CS Louhans-Cuiseaux
  - Montée en 2e Division en 1995

- Grenoble Foot 38
  - Montée en 3e Division en 1999
  - champion de France de National en 2001